# KkStB 264 sorozat
A kkStB 264 egy szertartályos gőzmozdony-sorozat volt a Császári és Királyi Osztrák Államvasutaknál (k.k. Staatsbahnen, kkStB) amely mozdonyok eredetileg a Bukovinai HÉV-ektől (Bukowinaer Lokalbahnen) származtak és neveik volta:  KOCHANOWSKI, DERSCHATTA és BLEYLEBEN.
A kkStB az államosítás után a 264 sorozatba osztotta be a három mozdonyt.
Az első világháborút követően a Román Államvasutak (CFR) állományába kerültek ahol 1936-37 lettek selejtezve.

## Fordítás
- Ez a szócikk részben vagy egészben  a   kkStB 264 című német Wikipédia-szócikk fordításán alapul.  Az eredeti cikk szerkesztőit annak laptörténete sorolja fel. Ez a jelzés csupán a megfogalmazás eredetét és a szerzői jogokat jelzi, nem szolgál a cikkben szereplő információk forrásmegjelöléseként.